# 黑厮
黑厮（?—?），元朝大臣，元惠宗时中书平章政事。
至正十一年（1351年），黑厮为同知枢密院事，他和中书右丞玉枢虎儿吐华率军监督民工军士修黄河故道二百八十里，擢升为宣徽使。至正十五年（1355年），升任为中书平章政事，任知枢密使事。至正二十八年（1368年），明军逼近大都，元惠宗想要北逃，他劝谏请死守京城，没有被采纳。《元史》有也速䚟兒為之子欽察親軍指揮使黑厮，愛薛之子光禄卿黑厮，没有记载平章政事黑厮的世系。